# Phytobia betulivora
Phytobia betulivora este o specie de muște din genul Phytobia, familia Agromyzidae, descrisă de Spencer în anul 1969. Conform Catalogue of Life specia Phytobia betulivora nu are subspecii cunoscute.